# Galago orinus
El gálago de Uluguru (Paragalago orinus) es una especie de primate estrepsirrino perteneciente a la familia Galagidae.

## Distribución geográfica y hábitat
Habita en regiones montañosas de Kenia y Tanzania en elevaciones de 1200 a 2000 m s. n. m.; es simpátrico con Galago zanzibaricus y Otolemur garnettii.